# إيهاب صقر
كان يعتقد أن عضو طلائع الفتح، إيهاب عبد الله صقر له علاقة بتنسيق عملية تفجير السفارة المصرية في إسلام أباد وكان هدفًا ذا أولوية قصوى لوكالة الاستخبارات الأمريكية عندما تم أسره في باكو بأذربيجان. لقد كان واحدًا من 14 شخصًا تعرضوا لعمليات ترحيل غير عادية من قبل وكالة المخابرات المركزية قبل إعلان  الحرب على الإرهاب عام 2001.
وفقًا لمحامي صقر، لم يثبت أبدًا أنه مرتبط بتفجير السفارة المصرية ولم يتهم قط من قبل السلطات المصرية.

## الاعتقال
في أغسطس، وبعد ثلاثة أسابيع من تفجيرات سفارة الولايات المتحدة عام 1998، أبلغت مكالمة هاتفية مسجلة تم التنصت عليها من قبل الموساد الإسرائيلي عن تخطيط لإجراء مقابلة بين صقر ومسؤول من وزارة الداخلية الإيرانية في باكو بأذربيجان. ترفض مصادر أخرى وجود أي مسؤولين إيرانيين وتقيّد الاتصال الهاتفي بالتواصل بين إيهاب وعصام أثناء تنسيق نقطة التقاء. ومن دون مكتب في أذربيجان، اتصلوا بوكالة المخابرات المركزية الأمريكية، التي سمحت لوكيل الموساد الكندي بالتصوير بشكل غير رسمي إلى جانب سبعة أو ثمانية من ضباط وكالة المخابرات المركزية المتمركزين في فرانكفورت والذين أشرفوا على غارة للشرطة المحلية على غرفة فندق باكو في 20 أغسطس.
عندما تلقت الشرطة الأذربيجانية تأكيدًا بأن صقر كان في غرفته بالفندق يشرب القهوة مع آخرين، اقتحمت الغرفة واحتجزت الأشخاص الثلاثة الذين وجدتهم حاضرتين، ونقلتهم حفاة إلى مركز الشرطة. 
ولكن وفقًا لرواية محامي إيهاب صقر، عبد المنعم عبد المقصود، ففي الساعة 9:30 صباحًا يوم 20 أغسطس 1998، غادر إيهاب صقر وعصام مرزوق غرفتهما في الطابق السابع من فندق أذربيجان في باكو ومرَّا بمجموعة من ضيوف الفندق الذين كانوا لاحقًا وكلاء لوكالة المخابرات المركزية. عندما وقف الاثنان بجانب المصعد، تغلبت عليهما مجموعة من العملاء السريين الأمريكيين والأذريين، الذين نقلوهما إلى مجمع أمني في ضواحي باكو حيث تم استجوابهم بواسطة محقق يجيد اللغة العربية. في نفس الليلة تم نقلهم إلى مطار باكو حيث تم نقلهم بواسطة طائرة عسكرية مصرية إلى مصر حيث استقبلتهم المخابرات المصرية. لقد خبئتهما المخابرات المصرية لستة أشهر ثم نقلتهما إلى مقر شرطة أمن الدولة المصرية في ميدان لاظوغلي في 16/2/1999 حيث مكثا لمدة سبعين يومًا ثم نُقلا إلى سجن العقارب في يوم 25/4 / 1999 ثم إلى سجن استقبال طرة في 13/10/2002 ثم إلى ليمان طرة في 6/12/2006 حتى 1/7/2008 عندما أعيد إلى سجن الاستقبال وبقي هناك. لقد أدرك الآن أن المسؤول الإيراني لم يحضر بعد، وأنهم بدلًا من ذلك اعتقلوا صقر، وكذلك أحمد سلامة مبروك وعصام مرزوق. تم إحضارهم إلى مركز الشرطة، حيث يقول عميل الموساد إن الشرطة «ضربتهم بشدة».
بالنسبة إلى أحمد سلامة مبروك، فلم يلتق قط بصقر أو عصام في باكو، لكن السلطات علمت بوجوده هناك من رقم هاتف تم العثور عليه قبل شهرين مع خلية ألبانيا الموقوفة، مما أدى إلى مراقبته واعتقاله وترحيله إلى مصر بعد أسبوعين من اعتقال وترحيل عصام وإيهاب. 
تم تسليم صقر إلى مصر في سبتمبر، لكنه لم يحاكم في محاكمة العائدين من ألبانيا مثل الاثنين الآخرين؛ بدلًا من ذلك كان يمثله المحامي عبد المنعم عبد المقصود في محاكمته، والذي قدم دون جدوى طلبًا بالإفراج عنه، حيث لم يتم ذكر اسمه مطلقًا في أي من المحاكمات العسكرية أو المدنية المتعلقة بأعمال الإرهاب المزعومة، كما لم يتم اتهامه في أي من اعترافات السجناء الآخرين. في يوليو 1999، كان واحدًا من 71 متشددًا زُعم أنهم على صلة بتفجير السفارة الذين نقلت قضاياهم إلى محكمة عسكرية.